# Oxypterna akbari
Oxypterna akbari är en insektsart som beskrevs av Moeed 1971. Oxypterna akbari ingår i släktet Oxypterna och familjen gräshoppor. Inga underarter finns listade i Catalogue of Life.